# Tibidabo

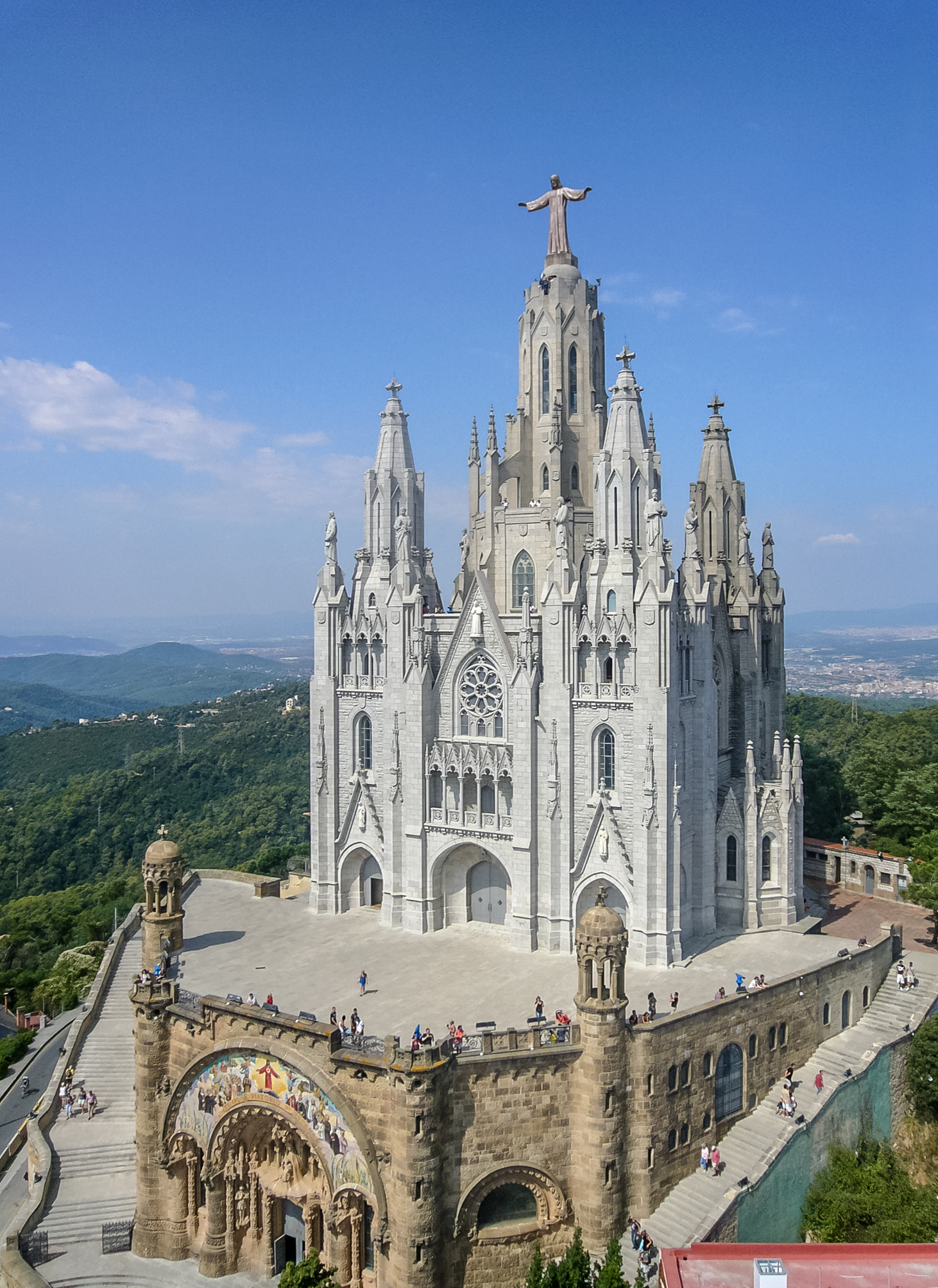
Temple Expiatori del Sagrat Cor

Der 512 Meter hohe Tibidabo ist (zusammen mit dem Montjuïc) einer der beiden Hausberge von Barcelona. Er ist der höchste Gipfel der Bergkette Serra de Collserola, die sich im Nordwesten Barcelonas zwischen den Flüssen Besòs und Llobregat erstreckt.
Der Tibidabo ist bei normalem Wetter vom gesamten Stadtgebiet Barcelonas aus gut sichtbar und bietet einen Panoramablick auf die Stadt. Auf dem Tibidabo befinden sich die katholische Kirche Sagrat Cor, ein bekannter Freizeitpark und der markante Fernsehturm Torre de Collserola. Der Tibidabo kann über eine Straße und eine Standseilbahn (Funicular del Tibidabo), die auf den Berg heraufführen, erreicht werden.

## Temple Expiatori del Sagrat Cor
Der Temple Expiatori del Sagrat Cor (katalanisch für Sühnetempel des Heiligen Herzens) ist eine Kirche auf dem Gipfel des Berges. Sie entstand in verschiedenen Bauabschnitten zwischen 1902 und 1961 auf Grundlage eines Entwurfs des Architekten Enric Sagnier im neugotischen Stil nach dem Vorbild der Kirche Sacré-Cœur de Montmartre in Paris. Sie wird gekrönt von einer bronzenen Christusstatue, die mit ausgebreiteten Armen über die Stadt auf das Meer blickt. Mit einem Aufzug und über Treppen ist es möglich, bis zu einer Plattform unterhalb der Statue zu gelangen.

## Vergnügungspark

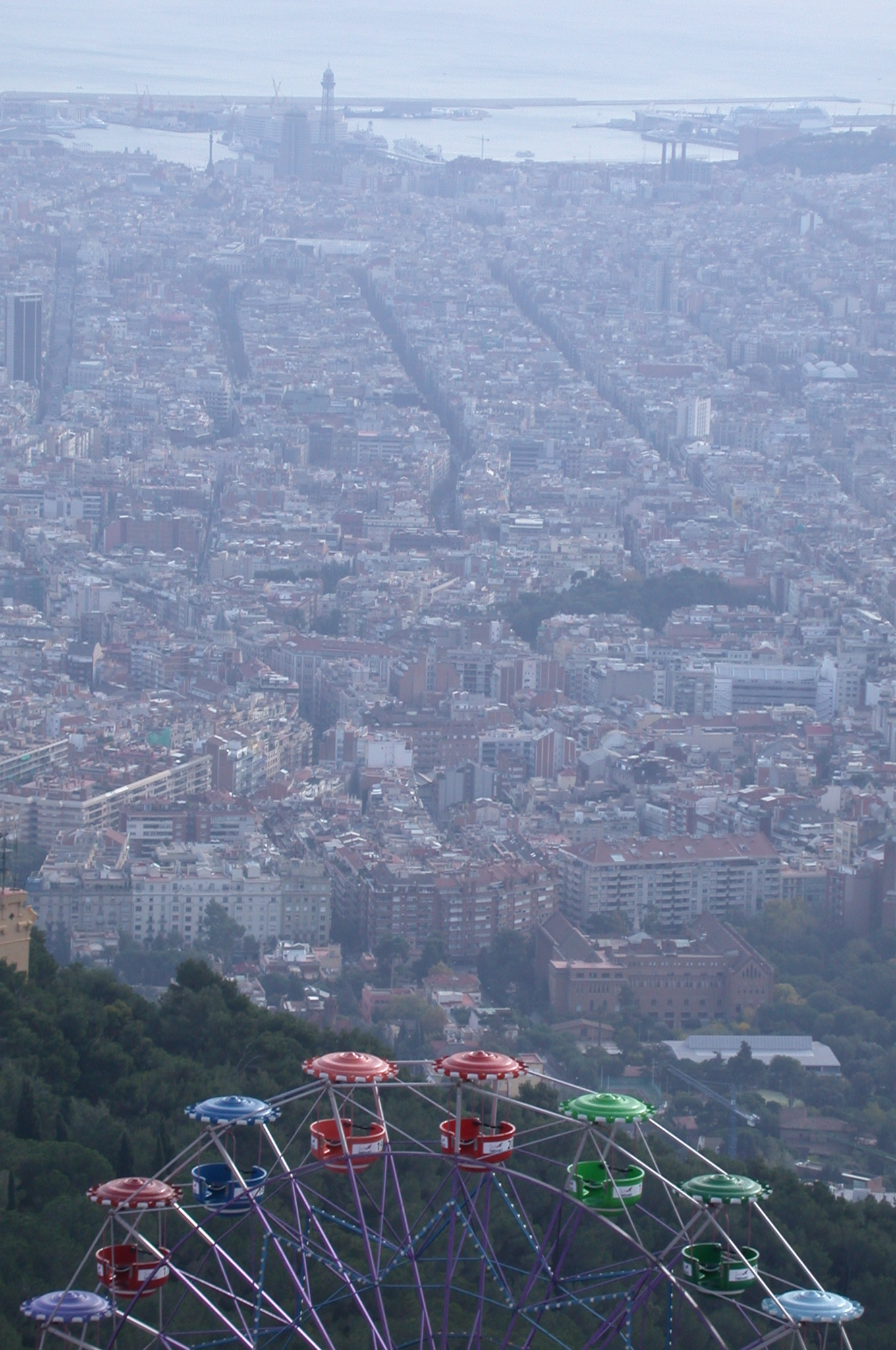
Blick auf Barcelona (2005)

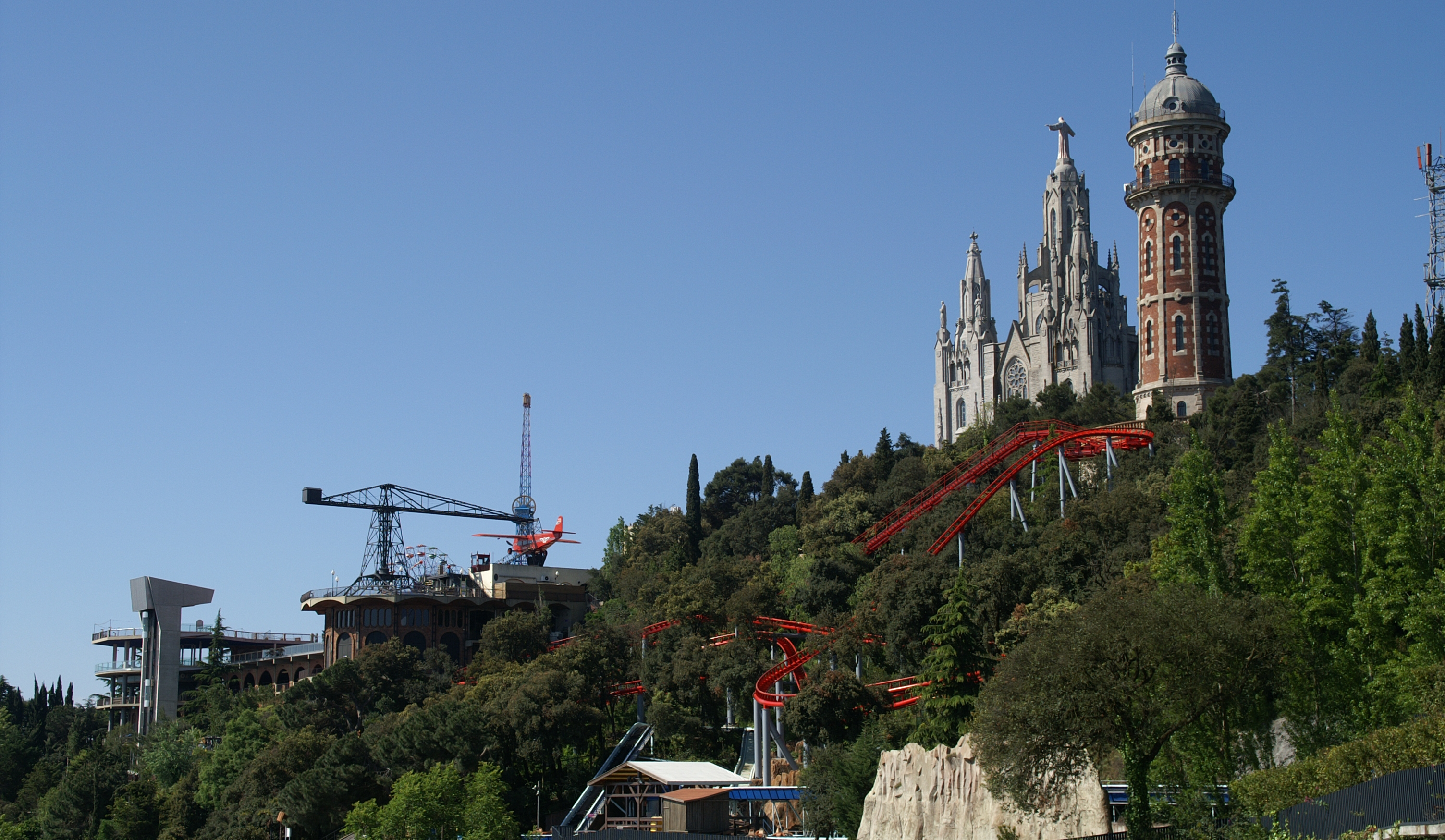
Blick auf den Tibidabo mit dem Vergnügungspark (2010)

Der Vergnügungspark (Parc d’atraccions Tibidabo) erstreckt sich über eine Fläche von sieben Hektar. Er wurde vom Apotheker Salvador Andreu erbaut und 1901 zusammen mit der Seilbahn in Betrieb genommen. Der Park richtet sich vorwiegend an Familien. Der Vergnügungspark hat viele ältere Einrichtungen – teilweise seit seiner Gründungszeit – bewahrt und strahlt daher, in etwa vergleichbar mit dem Wiener Prater, einen nostalgischen Charme aus. Nach finanziellen Problemen wurde der Park im Jahr 2000 von der Stadt Barcelona übernommen.

### Achterbahnen
| Name             | Typ                                 | Hersteller | Baujahr |
| ---------------- | ----------------------------------- | ---------- | ------- |
| Muntanya Russa   | Stahlachterbahn ohne Inversionen    | Vekoma     | 2008    |
| Tibidabo Express | Powered Coaster, Familienachterbahn | Zamperla   | 1990    |

#### Ehemalige Achterbahnen
| Name         | Typ                              | Hersteller | Eröffnung | Schließung |
| ------------ | -------------------------------- | ---------- | --------- | ---------- |
| Montaña Rusa | Stahlachterbahn ohne Inversionen | unbekannt  | 1961      | 2009       |

### Weitere Attraktionen
- Alaska
- La Mina d’Or
- Avio
- Els Globus
- Diàvolo
- Hurakan
- La Granota
- Piratta
- Talaia
- Magatzem
- Castell Misteriós
- Crash Cars
- Krüeger Hotel
- Pony Rodeo
- Rio Grande
- Tchu Tchu Tren
- TibiCity
- Biking
- Zoo Chock

## Torre de Collserola
Der 288 Meter hohe Fernsehturm Torre de Collserola wurde 1992 für die Olympischen Sommerspiele in Barcelona gebaut. Der Entwurf stammt vom britischen Architekten Norman Foster. Im obersten Stockwerk des Turmkorbs auf 135 Meter Höhe über Grund befindet sich eine öffentlich zugängliche Aussichtsplattform.

## Herkunft des Namens
Der Name des Berges stammt aus einem lateinischen Bibel-Zitat im Zusammenhang mit der Versuchung Jesu durch den Teufel. Laut Matthäus 4:8 führte der Teufel Jesus „auf einen sehr hohen Berg und zeigte ihm alle Reiche der Welt...“. Dann (Matthäus 4:9) bot er Jesus an: „… haec omnia tibi dabo si cadens adoraveris me.“ („… Das alles will ich dir geben, wenn du dich vor mir niederwirfst und mich anbetest.“).

## Galerie

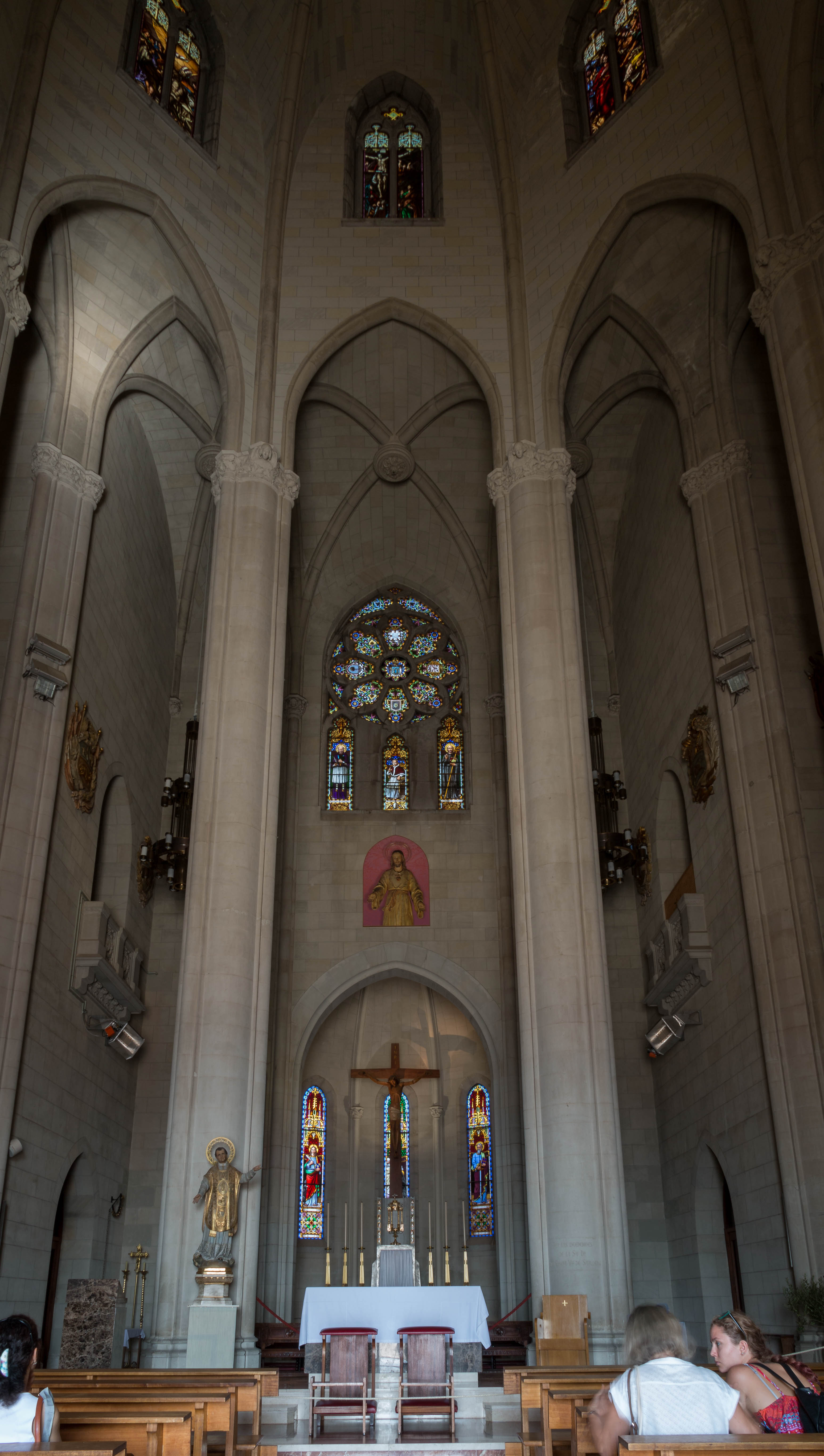
Altar der Sagrat Cor
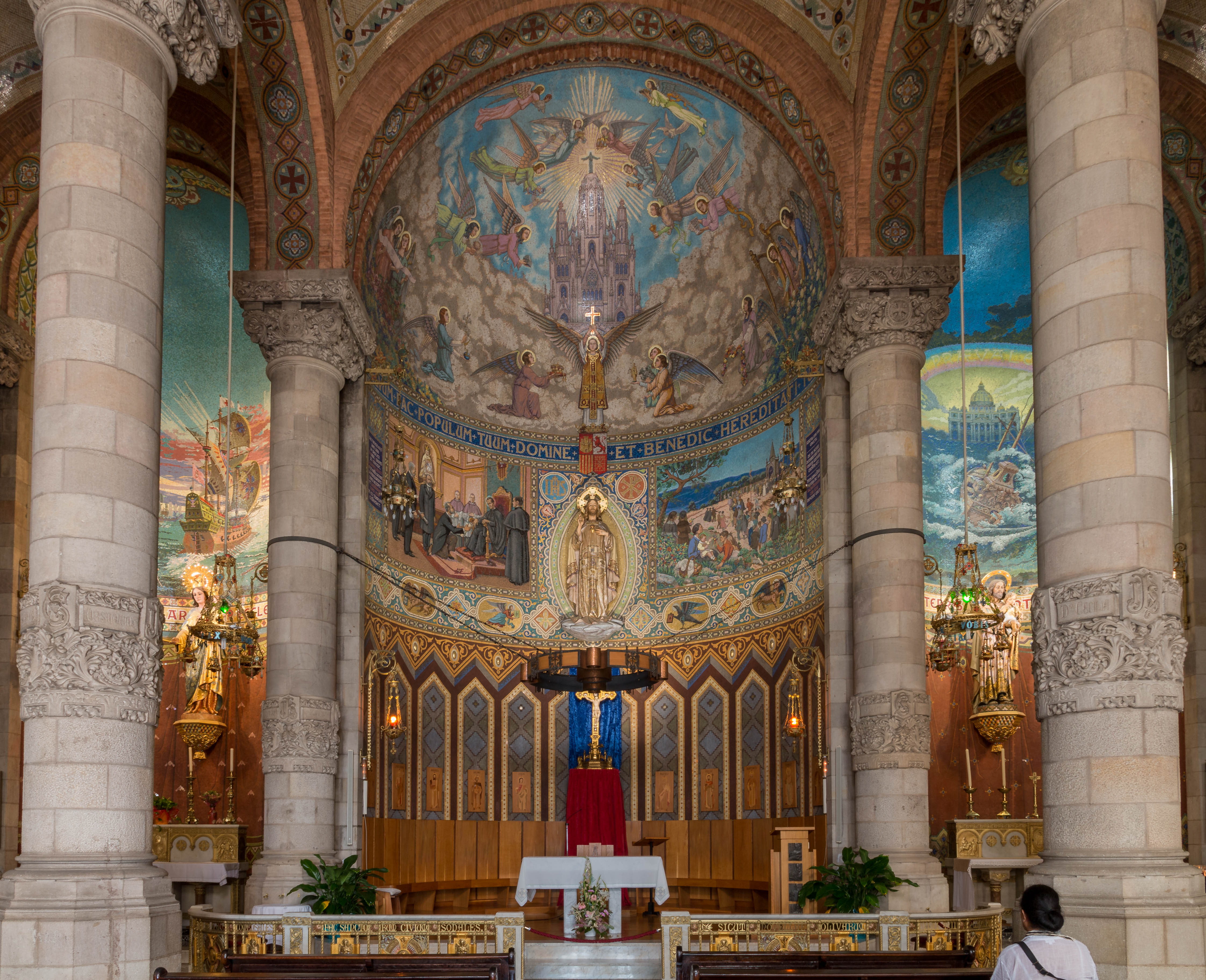
Krypta in der Sagrat Cor
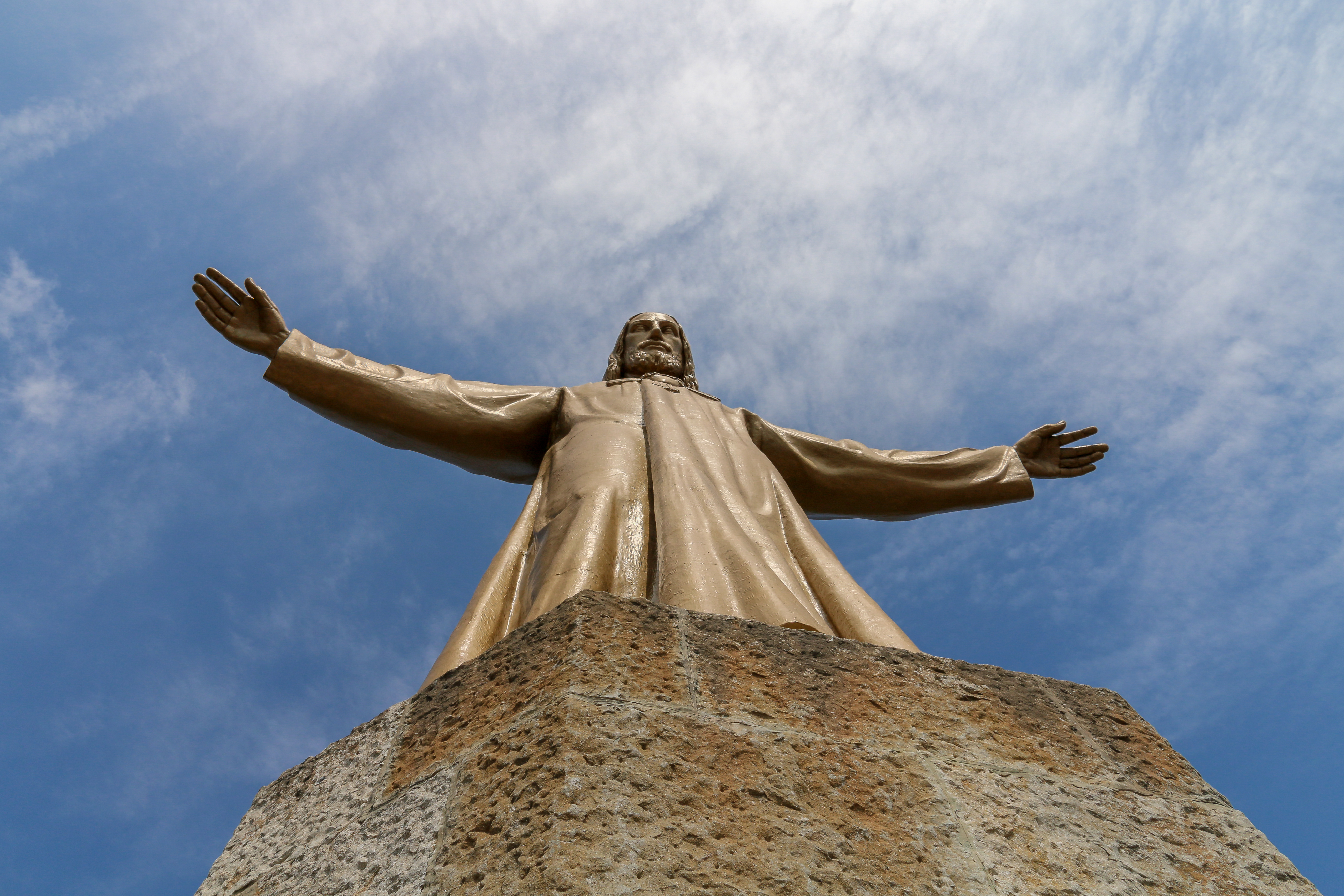
Die bronzene Christusstatue
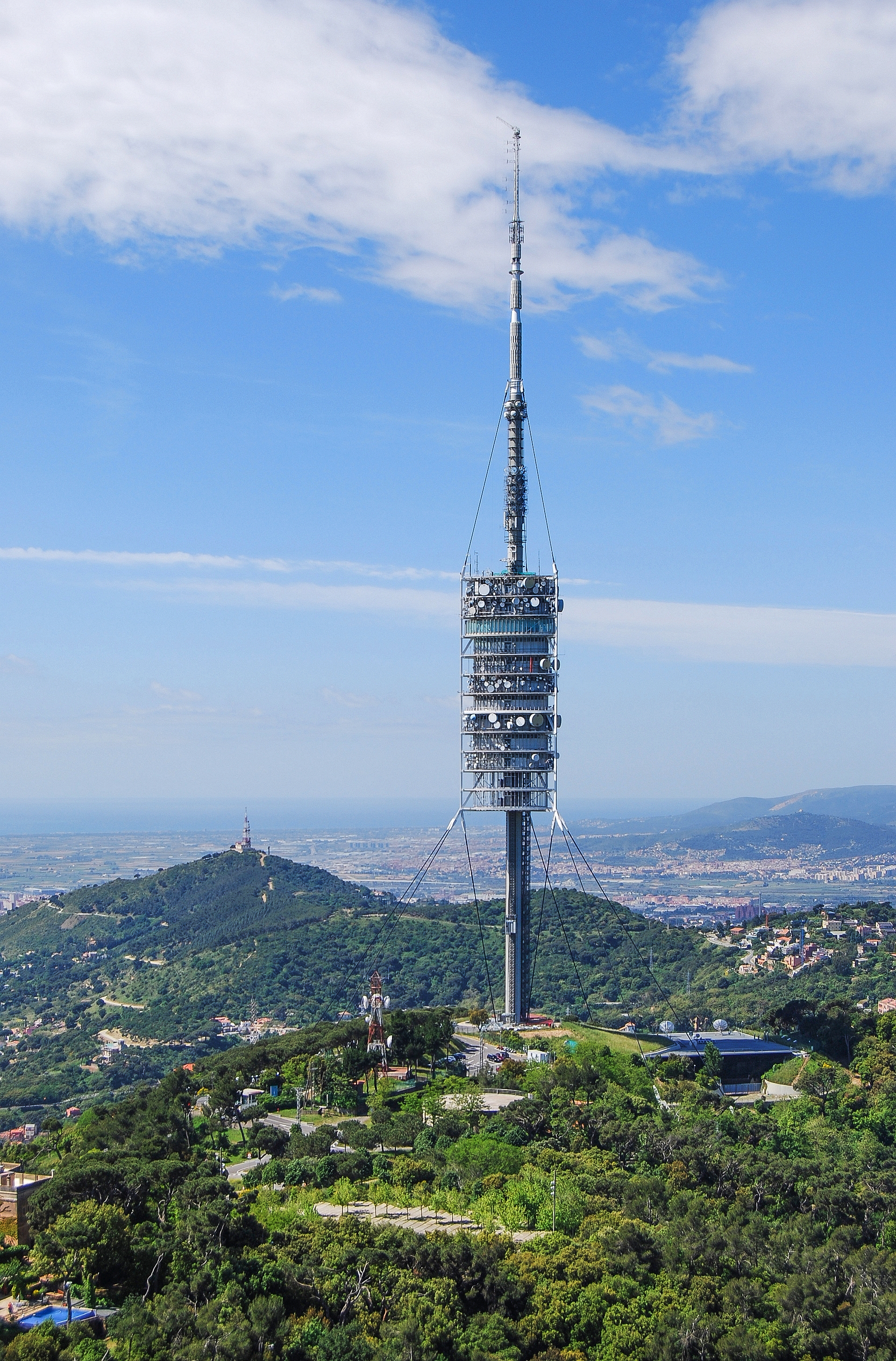
Torre de Collserola (2013)
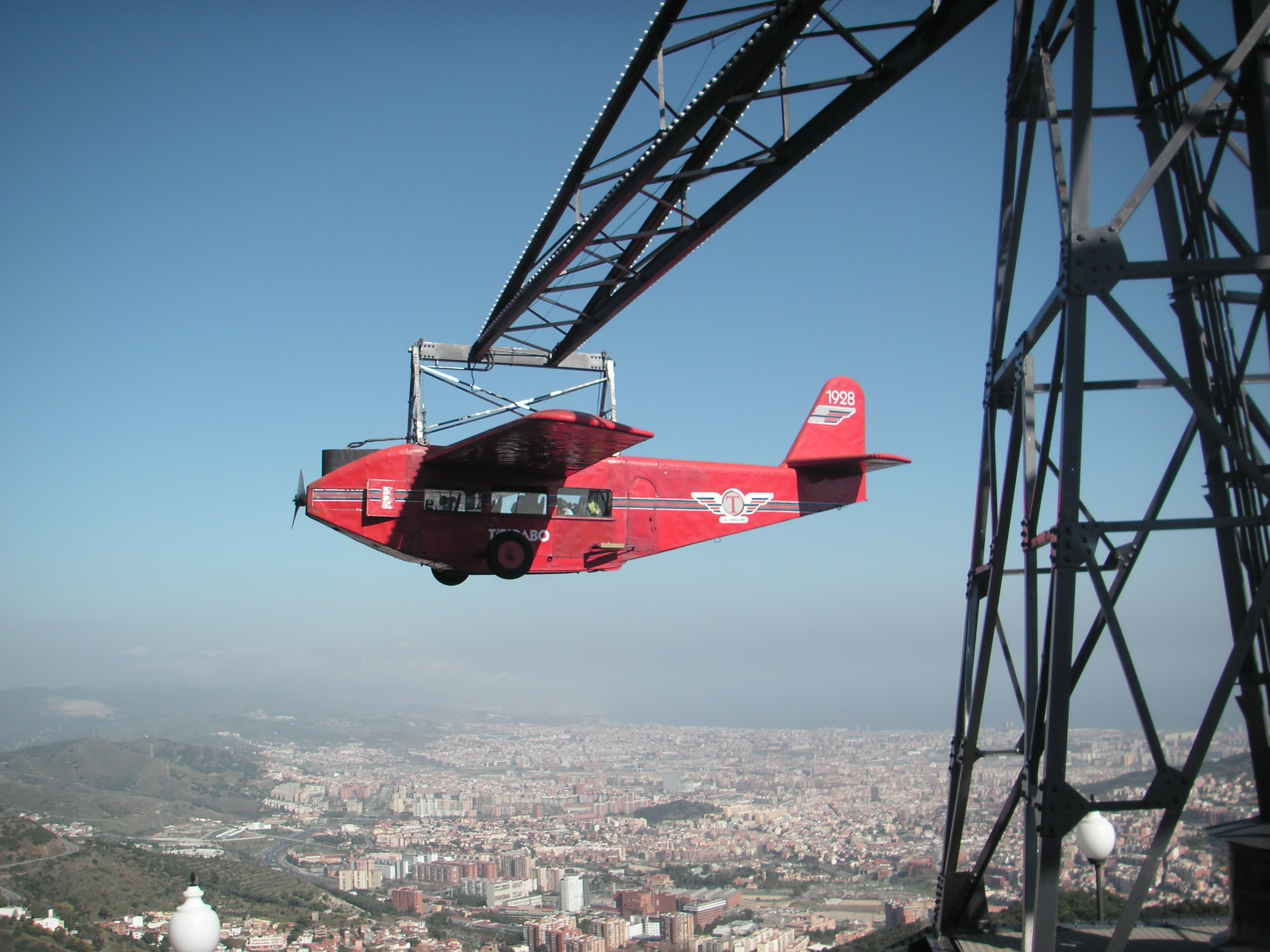
Roter Flieger von 1928